# Takamasa Inamura
Takamasa Inamura (稲村 隆正, Inamura Takamasa, 1923-1989) est un photographe japonais.
Il est responsable de la couverture du magazine Asahi Camera pour l'année 1980.